# Mercedes-Benz M 139
| Mercedes-AMG         | Mercedes-AMG                            |
| -------------------- | --------------------------------------- |
| Mercedes-Benz M 139  |                                         |
|                      |                                         |
| M 139                |                                         |
| Hersteller:          | Mercedes-Benz                           |
| Produktionszeitraum: | seit Herbst 2019                        |
| Funktionsprinzip:    | Otto                                    |
| Bauform:             | Reihenvierzylinder in Vierventiltechnik |
| Motoren:             | 2,0 Liter (1991 cm³)                    |
| Vorgängermodell:     | M 133                                   |
| Nachfolgemodell:     | keines                                  |

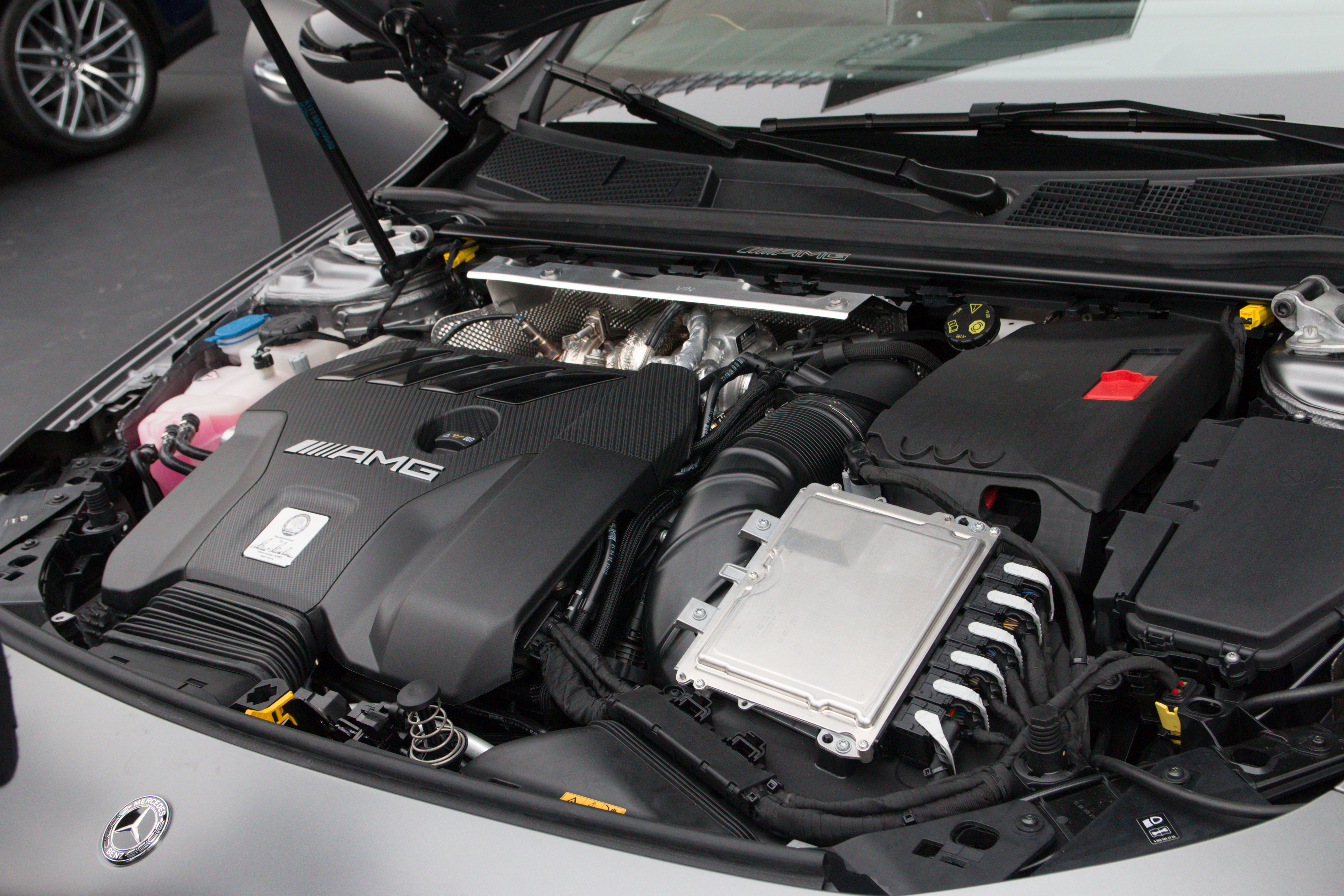
Der M 139 im Fahrzeug

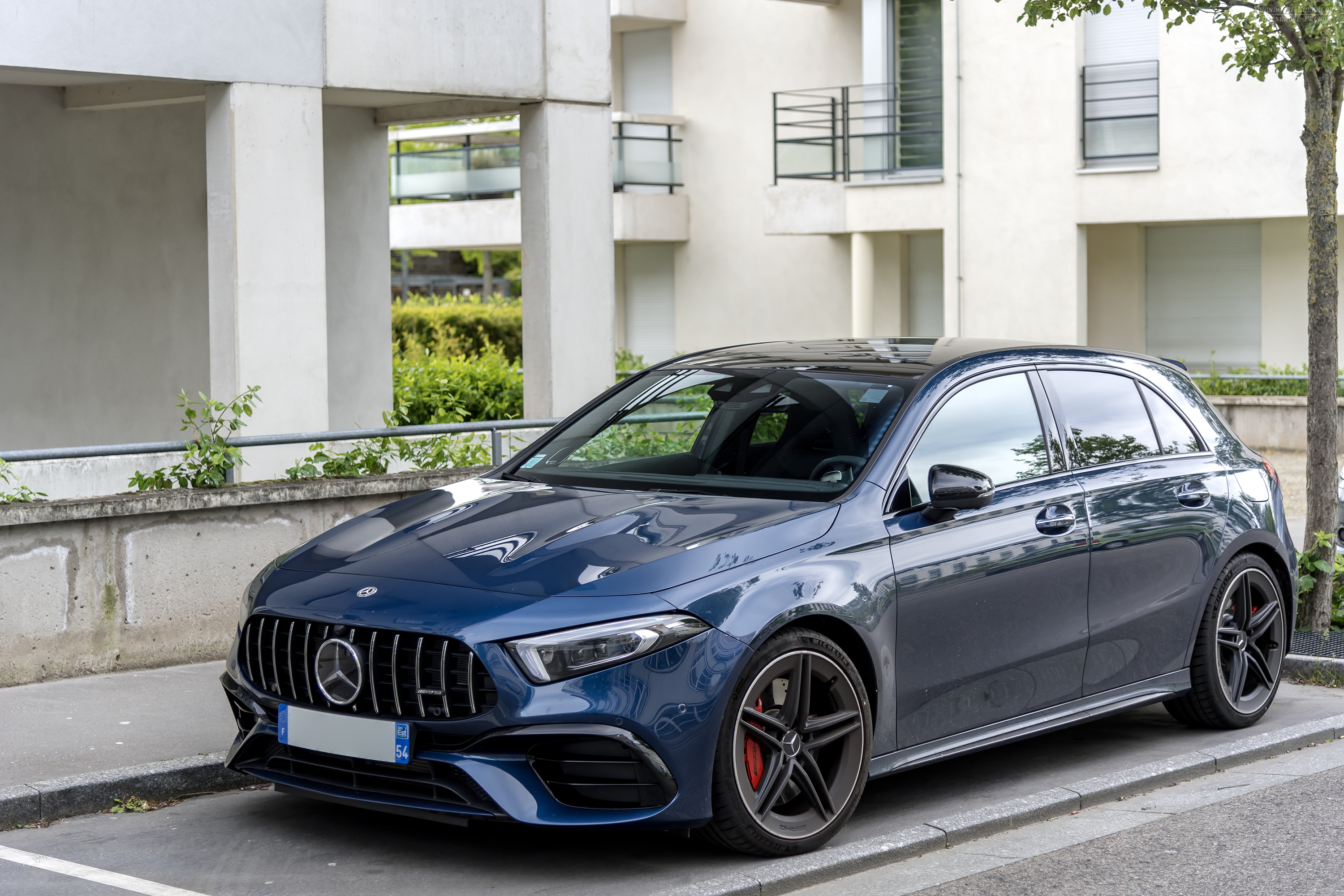
Mercedes-AMG A 45, S-Version

Der M 139 ist ein Ottomotor von Mercedes-AMG mit vier Zylindern in Reihenanordnung und 1991 cm³ Hubraum. Er wird seit Herbst 2019 im AMG-Werk in Affalterbach hergestellt und in Fahrzeugen von Mercedes-AMG, sowie dem Lotus Emira verwendet.

## Technik
Der Motorblock ist wie sein Vorgänger M 133 in Closed Deck-Bauweise gebaut und hält Verbrennungsdrücken bis zu 160 bar stand. Ebenso wie beim Vorgänger ist die Kurbelwelle aus Stahl geschmiedet. Er hat zwei obenliegende Nockenwellen. Die Höchstdrehzahl des Motors liegt mit 7200/min ca. 500/min und die Leistung etwa zehn Prozent höher als beim Vorgängermotor.
Der Motor kombiniert Direkt- (200 bar) und Saugrohreinspritzung (6,7 bar), wobei letztere die zweite Stufe darstellt, und einen Turbolader mit zwei Strömungskanälen, der auch mit Wasser und Öl gekühlt wird. Die Verdichtung beträgt 9,0:1.
Turbolader und Abgaskrümmer befinden sich an der Schottwand und die Ansauganlage vorne, wodurch sich die Luftführung mit kürzeren Wegen und geringeren Umlenkungen verbessert; dies ermöglicht außerdem eine flachere Frontgestaltung der Fahrzeuge. Der Ladedruck wurde geringfügig erhöht und beträgt 2,1 bar. Für geringe Reibung wurde ein Wälzlager gewählt, so dass der Lader schneller 169.000/min erreicht. Die Wasserkühlung des Motors erfolgt mit einer elektrischen Pumpe, die unabhängig von der Motordrehzahl arbeitet.
Der Motor wiegt 160,5 kg. In der A-Klasse (W 177) wird er als A 45 S 4MATIC+ (310 kW/421 PS, 500 Nm) angeboten. Mit einer Hubraumleistung von 155 kW/l in den 45-S-Modellen war er der stärkste in Serie gefertigte Vierzylindermotor, der in einem für den öffentlichen Straßenverkehr zugelassenen Pkw-Modell ab Werk eingebaut wurde. Mit der Vorstellung des AMG C 63 S E PERFORMANCE (Baureihe 206) im September 2022 brach der Motor seinen eigenen Rekord. Die Hubraumleistung bei dieser Version des M 139 beträgt 175 kW/l.

## Varianten

### 268 kW
| Verkaufsbezeichnung                                              | Baureihe | Bauzeitraum |
| ---------------------------------------------------------------- | -------- | ----------- |
| Hubraum: 1991 cm³, Leistung: 268 kW (365 PS), Drehmoment: 420 Nm |          |             |
| Lotus Emira 2.0                                                  | –        | seit 2022   |

### 280 kW
| Verkaufsbezeichnung                                                                             | Baureihe | Bauzeitraum |
| ----------------------------------------------------------------------------------------------- | -------- | ----------- |
| Hubraum: 1991 cm³, Leistung: 280 kW (381 PS) bei 6750/min, Drehmoment: 480 Nm bei 3250–5000/min |          |             |
| AMG SL 43                                                                                       | R 232    | 2022–2024   |

### 285 kW
| Verkaufsbezeichnung                                                                             | Baureihe | Bauzeitraum |
| ----------------------------------------------------------------------------------------------- | -------- | ----------- |
| Hubraum: 1991 cm³, Leistung: 285 kW (387 PS) bei 6500/min, Drehmoment: 480 Nm bei 4750–5000/min |          |             |
| AMG A 45 4MATIC+                                                                                | W 177    | 2019–2022   |
| AMG CLA 45 4MATIC+                                                                              | BR 118   | 2019–2022   |
| AMG GLA 45 4MATIC+                                                                              | H 247    | 2020–2023   |

### 298 kW
| Verkaufsbezeichnung                                              | Baureihe | Bauzeitraum |
| ---------------------------------------------------------------- | -------- | ----------- |
| Hubraum: 1991 cm³, Leistung: 298 kW (406 PS), Drehmoment: 480 Nm |          |             |
| Lotus Emira 2.0 SE                                               | –        | seit 2025   |

### 300 kW
| Verkaufsbezeichnung                                                                        | Baureihe | Bauzeitraum |
| ------------------------------------------------------------------------------------------ | -------- | ----------- |
| Hubraum: 1991 cm³, Leistung: 300 kW (408 PS) bei 6750/min, Drehmoment: 500 Nm bei 5000/min |          |             |
| AMG C 43 4MATIC                                                                            | BR 206   | 2022–2024   |

### 310 kW
| Verkaufsbezeichnung                                                                             | Baureihe | Bauzeitraum |
| ----------------------------------------------------------------------------------------------- | -------- | ----------- |
| Hubraum: 1991 cm³, Leistung: 310 kW (421 PS) bei 6750/min, Drehmoment: 500 Nm bei 5000–5250/min |          |             |
| AMG A 45 S 4MATIC+                                                                              | W 177    | seit 2019   |
| AMG C 43 4MATIC                                                                                 | BR 206   | seit 2024   |
| AMG CLA 45 S 4MATIC+                                                                            | BR 118   | seit 2019   |
| AMG GLA 45 S 4MATIC+                                                                            | H 247    | seit 2020   |
| AMG GLC 43 4MATIC                                                                               | X 254    | seit 2023   |
| AMG GT 43                                                                                       | C 192    | seit 2024   |
| AMG SL 43                                                                                       | R 232    | seit 2024   |

### 350 kW
| Verkaufsbezeichnung                                                                              | Baureihe | Bauzeitraum |
| ------------------------------------------------------------------------------------------------ | -------- | ----------- |
| Hubraum: 1991 cm³, Leistung: 350 kW (476 PS) bei 6750/min , Drehmoment: 545 Nm bei 5000–5500/min |          |             |
| AMG C 63 S E PERFORMANCE                                                                         | BR 206   | seit 2022   |
| AMG GLC 63 S E PERFORMANCE                                                                       | X 254    | seit 2023   |